# Lawrence Doe
Lawrence Doe (Monróvia, 3 de setembro de 1986) é um futebolista profissional guineense que atua como atacante.

## Carreira
Lawrence Doe representou o elenco da Seleção Guinéu-Equatoriana de Futebol no Campeonato Africano das Nações de 2012.